# Miss Planeta Internacional 2024
Miss Planeta Internacional 2024 fue la 4.ª edición del certamen Miss Planeta Internacional, correspondiente al año 2024; la cual se llevó a cabo el 27 de noviembre en el Teatro Koh Pich de la ciudad de Nom Pen, Camboya. Candidatas de 62 países y territorios autónomos compitieron por el título. Al final del evento, Worawalan Phutklang, Miss Planeta Internacional 2023 de Tailandia, coronó a Mahra Lutfi, de Emiratos Árabes Unidos, como su sucesora.

## Resultados
| Posiciones                            | Candidata |
| ------------------------------------- | --- |
| Miss Planeta Internacional 2024       | - Emiratos Árabes Unidos - Mahra Lutfi |
| Miss Angel Planeta Internacional 2024 | - Indonesia - Olla Levina |
| Primera Finalista                     | - Luxemburgo - Ghada Ben Elhaj |
| Segunda Finalista                     | - Tailandia - Dinsorsee Kernjinda |
| Tercera Finalista                     | - Ucrania - Viktoria Oshur |
| Cuarta Finalista                      | - Filipinas - Chrystel Correos |
| Quinta Finalista                      | - Estados Unidos - Kristina Burkhan |
| Sexta Finalista                       | - Suecia - Daniella Lundqvist |
| Top 11                                | - Costa Rica - Margaret Gray - Marruecos - Souhaila Jaeger - Singapur - Jesseca Long |
| Top 18                                | - Brasil - Paula Assunção - Croacia - Milena Grgas - Dinamarca - Andrea Ziir - Granada - Raquel Richardson - Islandia - Guðrún Sigurbjörnsdóttir - Malasia - Qiara Loh - Serbia - Hristina Vujinović                                                                |
| Top 28                                | - Camboya - Khon Sovansonita ∆ - Francia - Kenya Nicol - Kenia - Sharon Mutai - México - Oksana Smith - Nepal - Anisha Parajuli - Nigeria - Alina Marlene - Polonia - Angelika Michalec - Rusia - Julia Getman - Venezuela - Karen Dorante - Vietnam - Quỳnh Nguyễn |

- ∆ Votada por el público de todo el mundo vía internet para completar el Top 28.

## Premios Especiales
| Título                     | Candidata                             |
| -------------------------- | ------------------------------------- |
| Mejor en Entrevista        | - Brasil - Paula Assunção             |
| Mejor en Traje de Baño     | - Estados Unidos - Kristina Burkhan   |
| Mejor en Traje de Noche    | - Tailandia - Dinsorsee Kernjinda     |
| Mejor Traje Nacional       | - Filipinas - Chrystel Correos        |
| Miss Cabello Perfecto      | - Ucrania - Viktoria Oshur            |
| Miss Cuerpo Elegante       | - Tailandia - Dinsorsee Kernjinda     |
| Miss Embajadora de Turismo | - Vietnam - Quỳnh Nguyễn              |
| Miss Fotogénica            | - Marruecos - Souhaila Jaeger         |
| Miss Humanidad             | - Nepal - Anisha Parajuli             |
| Miss Planeta Asia          | - Singapur - Jesseca Long             |
| Miss Reina del Voto        | - Camboya - Khon Sovansonita          |
| Miss Simpatía              | - Croacia - Milena Grgas              |
| Miss Top Model             | - Senegal - Camilla Diagne            |
| Princesa Sostenible        | - Islandia - Guðrún Sigurbjörnsdóttir |

## Candidatas
62 candidatas compitieron por el título:
(En la tabla se utiliza su nombre completo, los sobrenombres van entrecomillados y los apellidos utilizados como nombre artístico, entre paréntesis; fuera de ella se utilizan sus nombres «artísticos» o simplificados).
| País/Territorio                 | Candidata                        |
| ------------------------------- | -------------------------------- |
| Australia                       | Bruna Ferraz Guimarães           |
| Bélgica                         | Tiffany Laurens                  |
| Brasil                          | Paula Fernanda Assunção          |
| Bulgaria                        | Aysun Bekir                      |
| Camboya                         | Khon Sovansonita                 |
| Camerún                         | Nkwain Ashly Mbong               |
| Canadá                          | Eleonora Abakumova               |
| Chile                           | Mónica de Caro                   |
| China                           | Lijing Zhou                      |
| Colombia                        | Melissa Delgado                  |
| Corea del Sur                   | Suah Ahn                         |
| Costa Rica                      | Margaret Gray Carrillo           |
| Croacia                         | Milena Grgas                     |
| Dinamarca                       | Andrea Ziir                      |
| Emiratos Árabes Unidos          | Mahra Lutfi                      |
| Eritrea                         | Eldana Siem                      |
| Estados Unidos                  | Kristina Burkhan                 |
| Filipinas                       | Chrystel Mae Correos             |
| Francia                         | Kenya Nicol                      |
| Georgia                         | Natia Lomouri                    |
| Granada                         | Raquel Richardson                |
| Haití                           | Tamania Gaudreault               |
| Hong Kong                       | Ines Emma                        |
| Hungría                         | Virag Napsugar Varga             |
| India                           | Divya Rao                        |
| Indonesia                       | Olla Levina                      |
| Irán                            | Elma Shad                        |
| Islandia                        | Guðrún Sigurbjörnsdóttir         |
| Italia                          | Katerine Giuberti                |
| Japón                           | Nana Mori                        |
| Kazajistán                      | Ainura Kalizhanova               |
| Kenia                           | Sharon Mutai                     |
| Liberia                         | Salafana Geraldine Scott         |
| Luxemburgo                      | Ghada Ben Elhaj                  |
| Malasia                         | Qiara Loh                        |
| Marruecos                       | Souhaila Jaeger                  |
| Mauricio                        | Vaibhavi Latchmoodoo             |
| México                          | Oksana Pineda Smith              |
| Nepal                           | Anisha Parajuli                  |
| Nigeria                         | Alina Marlene                    |
| Nueva Zelanda                   | Mutiara Muroso                   |
| Países Bajos                    | Petra Lind                       |
| Pakistán                        | Malyka Alvi                      |
| Paraguay                        | Michelle Chase Bendlin           |
| Polonia                         | Angelika Michalec                |
| Portugal                        | Daniella André                   |
| Reino Unido                     | Chelsea Rose Mandizha            |
| República Democrática del Congo | Sharon Vaartjes                  |
| Ruanda                          | Yvonne Kabarokore                |
| Rusia                           | Julia Getman                     |
| Senegal                         | Camilla Ndeye Ngoné Diagne       |
| Serbia                          | Hristina Vujinović               |
| Singapur                        | Jesseca Long                     |
| Sudáfrica                       | Zintle Faith Nxadi               |
| Suecia                          | Daniella Lundqvist               |
| Suiza                           | Lauren Bonny                     |
| Tailandia                       | Dinsorsee Kernjinda              |
| Tanzania                        | Rehema Julius Nzali              |
| Ucrania                         | Viktoria Oshur                   |
| Venezuela                       | Karen Gabriela Dorante Hernández |
| Vietnam                         | Quỳnh Phoenix Nguyễn             |
| Zimbabue                        | Brenda Kadewa                    |

### Candidatas retiradas
- Aborigen Australiano - Zena Skuthorpe Dowel
- Angola - Marinete Domingo José
- Austria - Victoria Amerson
- Barbados - Chontay Kovrac
- Ecuador - Paula Carolina Chérrez González
- Egipto - Meera Tarek
- España - Maryana Abreu Antón
- Etiopía - Millena Shimelis
- Ghana - Ashley Akua Kraa Cofie
- Inglaterra - Gemma Felicity Harborne
- Irak - Eszter Al Kaissy
- Jamaica - Gladene Khalphat
- Jordania - Suhaila Alshheamat
- Macedonia del Norte - Kerry Anne Peterson
- Moldavia - Daria Kochier (Ko)
- Mónaco - Paulina Denkiewicz
- Mozambique - Anilta Chitlango
- Myanmar - Su Myat Yee
- Noruega - Michella Leidecker
- Siberia - Tatiana Balakina
- Somalia - Hodan Malin
- Túnez - Julie Pierre

### Candidatas reemplazadas
- Bélgica - Ann-Sophie Van Gerven fue reemplazada por Tiffany Laurens.
- Camboya - Det Sreyneat fue reemplazada por Khon Sovansonita.

## Sobre los países en Miss Planeta Internacional 2024

### Naciones debutantes
| - Bulgaria - Canadá - Chile - Croacia - Dinamarca - Emiratos Árabes Unidos - Eritrea - Georgia - Granada - Haití - Hungría - Indonesia - Islandia - Italia | - Liberia - Luxemburgo - Marruecos - Mauricio - Nigeria - Nueva Zelanda - Polonia - Reino Unido - República Democrática del Congo - Ruanda - Senegal - Singapur - Suecia - Suiza |

### Naciones que regresan a la competencia
Compitieron por última vez en 2019:
- Costa Rica
- Francia
- Países Bajos
- Paraguay
- Portugal
- Serbia
- Sudáfrica

Compitieron por última vez en 2022:
- Bélgica
- China
- Pakistán
- Tanzania

### Naciones ausentes
| - Afganistán - Arabia Saudita - Bangladés - Bielorrusia - Costa de Marfil - Ecuador - Finlandia - Grecia - Jamaica | - Kirguistán - Laos - Letonia - Mongolia - Myanmar - República Checa - Sri Lanka - Zambia |